# Hermann Adolph von Haxthausen
Hermann Adolph Simon Franz Mauritius von Haxthausen (* 3. März 1703 in Welda bei Warburg; † 9. Mai 1768 in Welda) war ein Obermarschall und Landeshauptmann im Hochstift Paderborn.

## Familie
Hermann von Haxthausen zu Welda stammt aus der weißen Linie (Abbenburger Linie) des Adelsgeschlechts Haxthausen. Die Familie gehört zum Uradel im Hochstift Paderborn und besaß einige wichtige Ämter im Staat. Die Familienlinie in Welda hat Gottschalck von Haxthausen, welcher das Lehen von Welda und das Burglehen in Warburg durch den Paderborner Bischof 1469 erhielt, begründet. Hermanns Eltern waren der Vater Johann Friedrich Konrad von Haxthausen zu Welda und die Mutter Sophia Henrichina Franziska von Galen zu Ermelinghof (im Märkischen bei Hamm), die am 18. April 1701 in (Hamm-)Hövel geheiratet hatten. Hermann Adolph heiratete in erster Ehe 1733 Agnes Ursula von der Lippe zu Vinsebeck, Kanonissin in Geseke und in zweiter Ehe Marie Therese von Westfalen. Mit seinem Tode starb der Weldaer Zweig der Familie Haxthausen in männlicher Linie aus. Seine Schwester Wilhelmina war von 1763 bis 1774 Äbtissin des adeligen Kanonissenstifts in Geseke. Die Lehnerbin wurde die Tochter Wilhelmine (* 1765), vormals Stiftsdame zu Metelen, welche Franz Georg von Brackel im Jahre 1788 ehelichte. Über das Weldaer Erbe gab es einen langjährigen Rechtsstreit (1768–1840) mit der Familienlinie der Haxthausen zu Bökendorf, welche das Lehen in Welda beanspruchten. Der Jurist Ludwig Pernice wurde von den Haxthausen beauftragt, ein Rechtsgutachten zu verfassen.

## Funktionen
Er war Obermarschall und Landeshauptmann der Ritterschaft im Hochstift Paderborn sowie kurkölnischer Kammerherr und  Geheimer Rat. Er war ebenso Oberschützendechant der Schützenvereine. In Gerichtsunterlagen wird er auch als Drost und Conductor des Fürstlichen Hauses Calenberg bezeichnet.

## Leben
Zur Hochzeit mit seiner ersten Frau Agnes Ursula musste er ihr versprechen, ein repräsentatives Schloss in Welda zu bauen. Er beauftragte den Hildesheimer Landbaumeister des Bistums Hildesheim Justus Wehmer, der zuvor 1720 das Schloss Vinsebeck, Wohnsitz seiner Schwiegereltern entworfen hatte, mit den Arbeiten. Der Bau des neuen Schlosses dauerte von 1734 bis 1736. Seine beiden Ehen blieben ohne männliche Nachkommen. Hermann Adolph galt als strenger Lehnsherr in Welda, der auch vor körperlicher Züchtigung nicht zurückschreckte.